# Chlosyne fridayi
Chlosyne fridayi är en fjärilsart som beskrevs av Gunder 1932. Chlosyne fridayi ingår i släktet Chlosyne och familjen praktfjärilar. Inga underarter finns listade i Catalogue of Life.